# F1 2016
F1 2016 – komputerowa gra wyścigowa o tematyce Formuły 1, wyprodukowana przez brytyjskie studio Codemasters. Gra została wydana 19 sierpnia 2016 roku na platformy PC, PlayStation 4 oraz Xbox One.

## Rozgrywka
Rozgrywka została podzielona na kilka trybów gry. W trybie kariery gracz może wybrać zespół oraz stworzyć awatar. Oczekiwania oraz wymagania każdego zespołu różnią się. Za zwycięstwa i osiąganie rekordów na torach wyścigowych gracz otrzymuje punkty, które przeznacza na zakup kolejnych ulepszeń podzespołów bolidu. Gracz może wziąć także udział w pojedynczym Grand Prix lub rozegrać cały sezon, wykonać próbę czasową oraz wziąć udział w grze wieloosobowej.

## Wydanie
Gra została zapowiedziana 27 maja 2016 roku, a 16 czerwca ujawniono datę premiery, którą była 19 sierpnia.